# Jack Chesbro
John Dwight Chesbro (North Adams, 5 giugno 1874 – Conway, 6 novembre 1931) è stato un giocatore di baseball statunitense di ruolo lanciatore nella Major League Baseball (MLB). È stato introdotto nella National Baseball Hall of Fame nel 1946.

## Carriera
Soprannominato "Happy Jack", Chesbro giocò per i Pittsburgh Pirates (1899–1902), i New York Highlanders (1903–1909) e i Boston Red Sox (1909). Termonò la carriera con un record di vittorie di 198-132, una media PGL of 2.68 e 1265 strikeout. Le sue 41 vittorie nella stagione 1904 rimangono un primato dell'American League. Anche se alcuni lanciatori hanno vinto più partite in stagioni prima del 1901, gli storici indicano il 1901 come inizio dell'"era moderna" della major league, accreditando a Chesbro un primato difficilmente battibile. Nel 1904, Chesbro lanciò in 51 partite, di cui 48 complete. Entrambi sono ancora primati della American e della National League.

## Palmarès
- Leader della National League in vittorie: 1

1902
- Leader dell'American League in vittorie: 1

1904